# Bastian Flicke
Bastian Flicke, né le 25 juin 1998, est un coureur cycliste allemand. Il participe à des compétitions sur route et sur piste.

## Palmarès sur route
- 2015
  - 1rea étape de la Coupe du Président de la Ville de Grudziądz (contre-la-montre par équipes)
  - 2ea étape du Tour de Basse-Saxe juniors (contre-la-montre)
- 2016
  -  Champion d'Allemagne du contre-la-montre juniors
  - Cottbuser Junioren Etappenfahrt :
    - Classement général
    - 2ea étape (contre-la-montre)

## Palmarès sur piste

### Championnats du monde juniors
- Aigle 2016
  -  Médaillé de bronze de la poursuite

### Championnats d’Allemagne
- 2014
  -  Champion d'Allemagne de poursuite cadets
  -  Champion d'Allemagne de poursuite par équipes cadets (avec Janik Petereit, Richard Banusch et Tom Müller)
- 2015
  -  Champion d'Allemagne de poursuite par équipes juniors (avec Carlos Ambrosius, Richard Banusch et Max Kanter)
- 2016
  -  Champion d'Allemagne de poursuite par équipes juniors (avec Carlos Ambrosius, Richard Banusch et Juri Hollmann)
- 2017
  - 2e de la poursuite par équipes